# Francesco Bussani
Francesco Bussani, né en 1743 et mort après 1807, est un artiste lyrique (basse) d’origine italienne.

## Biographie
Francesco Bussani naît en 1743 à Rome,.
Il commence sa carrière comme ténor, se produisant notamment dans Le contadine bizzare de Guglielmi à Rome en 1763. Les années suivantes, il chante à Venise, Milan, Rome, et dans les principaux théâtres italiens. Sa voix est alors celle d'un baryton-basse puis d'une basse,.
En 1783, Bussani est invité à Vienne, où il reste jusqu'en 1794. Sur place, il travaille comme chanteur ainsi que comme régisseur des décors et des costumes. Il met par exemple en scène Der Schauspieldirektor de Mozart à Schönbrunn en 1786. Il arrange aussi des pièces et adapte Goldoni comme livret pour Il mercato di Malmantile de Josef Bárta (1784).
Le 20 mars 1786, il épouse à Vienne la soprano Dorotea Sardi.
Comme chanteur, Francesco Bussani crée au Burgtheater les rôles de Bartolo et d'Antonio dans les Noces de Figaro de Mozart le 1er mai 1786, aux côtés de sa femme, créatrice du rôle de Cherubino (Chérubin).
Le 7 mai 1788, il cumule les rôles de Masetto et du Commandeur lors de la première viennoise de Don Giovanni.
Le 26 janvier 1790, il crée le rôle de Don Alfonso dans Così fan tutte.
Il participe aussi à la création de Il matrimonio segreto de Cimarosa le 7 février 1792, toujours au Burgtheater.
En 1795, il chante à Florence, en 1799, à Rome et, en 1800-1801 à Naples et à Palerme.
En 1807, il suit sa femme, engagée à Lisbonne. Il meurt après cette date.